# سیارک ۲۳۱۱۰
سیارک ۲۳۱۱۰ (به انگلیسی: 23110 Ericberne، نامگذاری:2000AE) بیست و سه هزار و صد و دهمین سیارک کشف شده‌است که در ۲ ژانویه ۲۰۰۰ کشف شد.